# روز درخت‌کاری

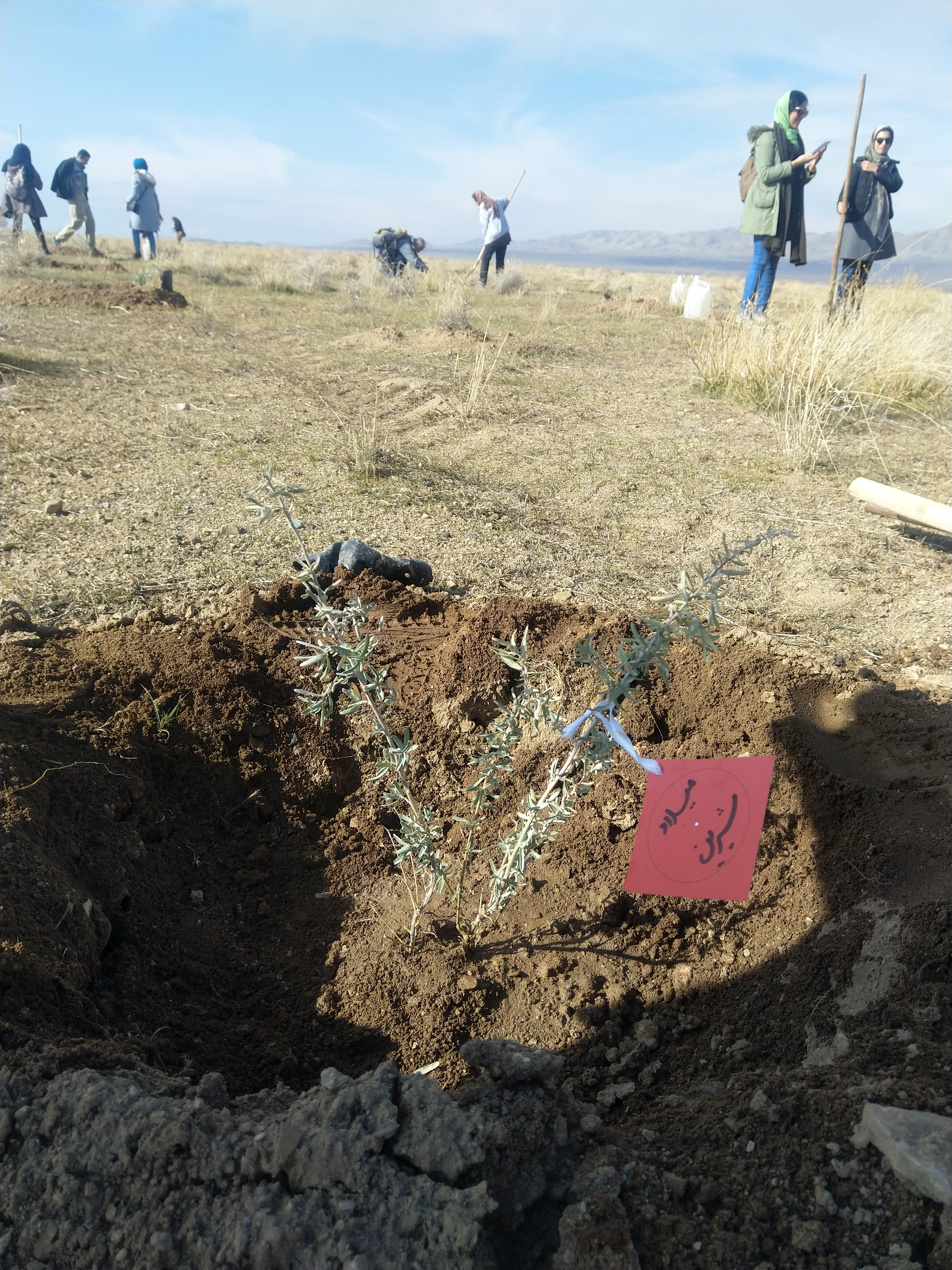
درخت کاری

روز درخت‌کاری یکی از روزهای سال است که در آن مردم تشویق به کاشتن نهال می‌شوند. این روز معمولاً در روزهای پایانی زمستان یا روزهای نخست بهار است. در ایران، ۱۵ اسفندماه هر سال روز درختکاری نام گذاری شده‌است. همچنین هفته منابع طبیعی از ۵ تا ۱۲ مارس (۱۵ تا ۲۲ اسفند) برای گرامی‌داشت و یاداوری اهمیت گیاهان تعیین شده‌است. روز درختکاری در بسیاری از کشورهای جهان گرامی داشته می‌شود.

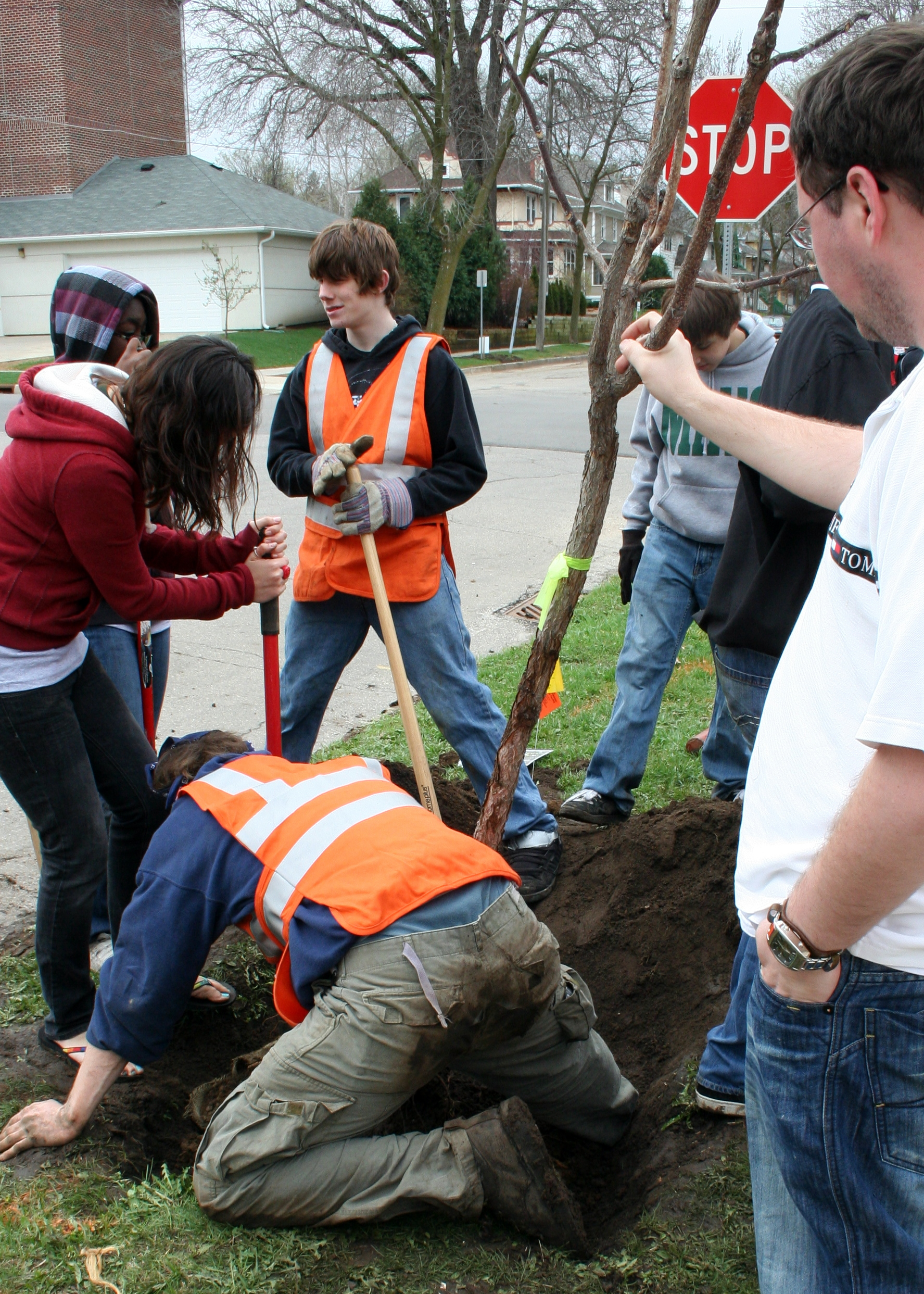
چند داوطلب در حال کاشتن درخت در روز درختکاری در مینه‌سوتا

در ایران برخی برای یادبود درگذشتگان خود ، به میمنت تولد نوزاد ، به عنوان هدیه و کادو و نیت های مختلف درخت می‌کارند و آنرا نامگذاری مینمایند.
یک انجمن محیط زیستی بنام ' نذرطبیعت ' از طرف کسانی که نمی‌توانند خود درخت بکارند و از آن مراقبت نمایند در طبیعت نهال کاری میکند و‌ یک برگه به نام سند هدیه درخت صادر می‌کند تا به عنوان یادبود و کادو از طرف اهداکننده استفاده شود.
این هدیه جایگزین جذابی برای کسب و کارهاست تا در شب یلدا و نوروز به جای اهدای سررسید آن سند را به کارکنان و مشتریان خود هدیه دهند.
این روز برای نخستین بار توسط جولیوس استرلینگ مورتون (J.Sterling Morton) از ایالت نبراسکای آمریکا در تاریخ ۱۰ آوریل ۱۸۷۲ پایه گذاشته شد. بعدها این روز (Arbor Day) در ایالات متحده آمریکا به چهارمین جمعه آوریل، منتقل شد.

## در کشورهای جهان

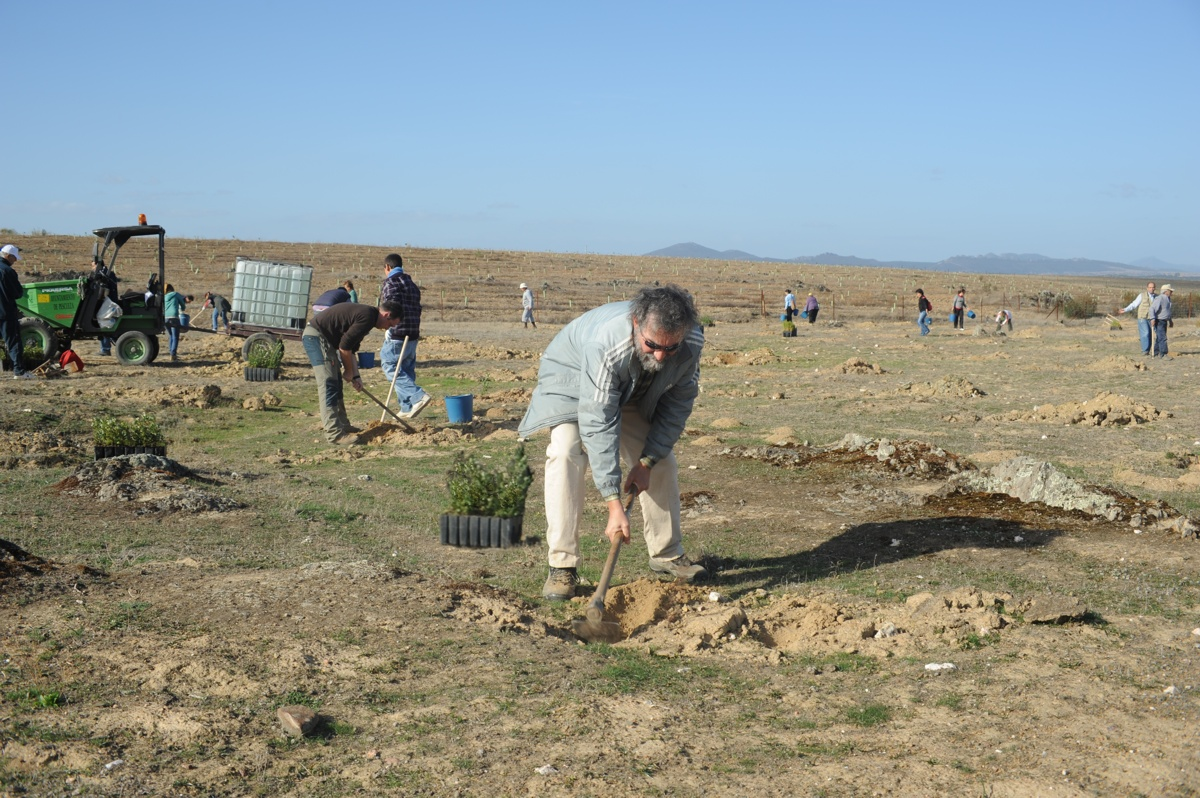
روز درخت‌کاری

### ایران
در ایران روز ۱۵ تا ۲۲ اسفند ماه به عنوان «هفته منابع طبیعی» نامگذاری شده‌است که نخست روز این هفته یعنی ۱۵ اسفند «روز درختکاری»نام دارد.

### الجزایر
در الجزایر این روز برابر ۲۷ اکتبر هر سال است.

### استرالیا
در استرالیا این روز برابر ۲۸ ژوئیه هر سال است.

### بلژیک
در بلژیک این روز برابر ۲۱ مارس هر سال است.

### برزیل
در برزیل این روز برابر ۲۱ سپتامبر هر سال است.

### کامبوج
در کامبوج این روز برابر ۱ ژوئن هر سال است.

### جمهوری آفریقای مرکزی
در جمهوری آفریقای مرکزی این روز برابر ۲۲ ژوئیه هر سال است.

### چین تایپه (تایوان)
در تایوان این روز برابر ۱۲ مارس هر سال است.

### چین
در چین این روز برابر ۱۲ مارس هر سال است.

### کاستاریکا
در کاستاریکا این روز برابر ۱۵ ژوئن هر سال است.

### مصر
در مصر این روز برابر ۱۵ ژانویه هر سال است.

### آلمان
در آلمان این روز برابر ۲۵ آوریل هر سال است.

### اسرائیل
در اسرائیل این روز برابر پنجمین روز ماه شِوَت (ژانویه-فوریه) هر سال است.

### ژاپن
در ژاپن این روز برابر ۲۹ آوریل هر سال است.

### کنیا
در کنیا این روز برابر ۲۱ آوریل هر سال است.

### لسوتو
در لسوتو این روز برابر ۲۱ مارس هر سال است.

### مقدونیه
در مقدونیه این روز برابر ۱۲ مارس هر سال است.

### مالاوی
در مالاوی این روز برابر دومین دوشنبه ماه دسامبر هر سال است.

### مکزیک
در مکزیک این روز برابر دومین دوشنبه ماه ژوئیه هر سال است.

### نامیبیا
در نامیبیا این روز برابر ۸ اکتبر هر سال است.

### هلند
در هلند این روز برابر نخستین روز بهار (۲۱ مارس) یا نخستین روز پاییز (۲۱ سپتامبر) هر سال است.

### نیوزیلند
در نیوزیلند این روز برابر ۵ ژوئن هر سال است.

### نیجر
در نیجر این روز برابر ۳ اوت هر سال است.

### فیلیپین
در فیلیپین این روز برابر ۲۵ ژوئن هر سال است.

### لهستان
در لهستان این روز برابر ۱۰ اکتبر هر سال است.

### پرتغال
در پرتغال این روز برابر نخستین روز بهار (۲۱ مارس) هر سال است.

### آفریقای جنوبی
در آفریقای جنوبی هفته درختکاری از ۱ تا ۷ سپتامبر هر سال است.

### کره جنوبی
در کره جنوبی این روز برابر ۵ آوریل هر سال است.

### سری لانکا
در سریلانکا این روز برابر ۱۵ اکتبر هر سال است.

### تانزانیا
در تانزانیا این روز برابر ۱ ژانویه هر سال است.

### اوگاندا
در اوگاندا این روز برابر ۲۴ مارس هر سال است.

### ایالات متحده
در ایالات متحده آمریکا این روز برابر ۱۰ آوریل هر سال است.

### ونزوئلا
در ونزوئلا این روز برابر  آخرین دوشنبه ماه مه هر سال است.